# Foxe (zaljev)
Foxe Basin, plitki zaljev sjeverno Hudsonovog zaljeva u Nunavutu, Kanada, između otoka Baffin Island na istoku i sjeveru i Poluotoka Melville na zapadu. Većim dijelom godine je zaleđen. Njegova dubina kreće se do 90 metara, ali je najvećim dijelom plići što navigaciju čini veoma opasnom. Svoje ime dobiva po arktičkom istraživaću iz 17. stoljeća Luke Foxu (Fox ili Foxe). 
Foxov zaljev veoma je značajno područje za gotovo istrebljenog grenlandskog kita (Balaena mysticetus) koji se ovdje okupljaju tijekom ljeta i brinu o mladima. Na obalama zaljeva nalaze se i dva naseljena mjesta Igloolik, na malenom otočiću pred obalom poluotoka Melville, i Hall Beach na istočnoj obali poluotoka.

## Vanjske poveznice
- Foxe Basin

- Foxe Basin, karta
- Morževi, Foxe Basin
- Balaena mysticetus, Foxe Basin